# 2046 Leningrad
2046 Leningrad este un asteroid din centura principală, descoperit pe 22 octombrie 1968 de Tamara Smirnova.